# Shirasu-Daichi

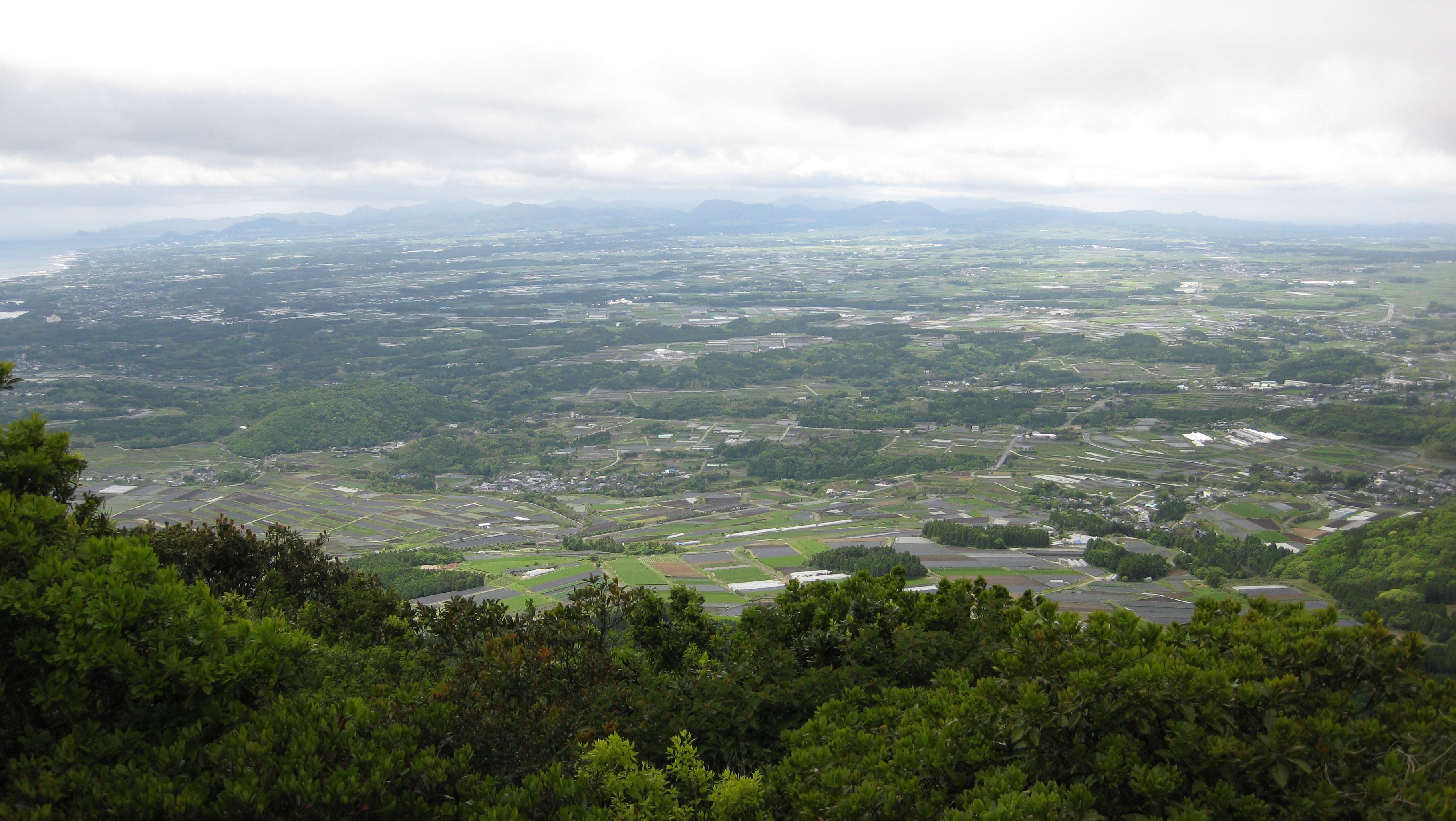
Plateau de Nansatsu

Shirasu-Daichi (シラス台地) é um amplo planalto piroclástico no sul do Japão. Cobre quase todo o sul de Kyūshū, que foi formado pelo fluxo piroclástico.